# Ai Kume
Ai Kume (久米 愛, Kume Ai, 7 juillet 1911 - 14 juillet 1976) est une des trois premières femmes avocates du Japon.

## Biographie
Kume est née dans la préfecture d'Osaka . À son époque, la définition d'une personne qui pouvait exercer une profession juridique au Japon est « un ressortissant japonais de sexe masculin » âgé d'au moins vingt ans. Cela est modifié en 1933 et en 1936, et les femmes sont alors autorisées à entrer au barreau. Kume est l'une des trois premières femmes, avec Masako Nakata et Yoshiko Mibuchi, à réussir l'examen d’entrée en 1938. Elles avaient étudié le droit à partir de 1929 au Collège pour femmes de l'Université Meiji. Toutes trois deviennent des avocates pleinement qualifiées après un stage de dix-huit mois, en 1940. Kume travaille dans un cabinet privé à Tokyo. Elle est membre fondatrice de l'Association japonaise des femmes du barreau en 1950 et en est la première présidente. De 1960 à 1969, elle sert aux Nations unies à New York au nom de son gouvernement. En 1960, Kume est interviewée par Beate Sirota Gordon dans le cadre de ses travaux de recherche à l'université Columbia, et ses souvenirs sont retranscrits dans The Reminiscences of Ai Kume: Japanese Occupation.
Kume est la première femme à avoir été recommandée pour être nommée à la Cour suprême par le Barreau en 1976, mais elle meurt de façon inattendue le 14 juillet de cette année,,,,,.